# XIX Górski Korpus Armijny (III Rzesza)
XIX Korpus Górski, XIX. Gebirgs-Armeekorps – niemiecka jednostka armijna, uczestniczyła w agresji na Związek Radziecki.
Korpus został utworzony 1 lipca 1940 roku pod nazwą Korpus Górski Norwegia. W latach 1941–1944 uczestniczył w ataku na Związek Radziecki, walcząc przeciw Armii Czerwonej. 10 listopada 1942 roku przemianowany został na XIX Korpus Górski. W wyniku działań bojowych Armii Czerwonej w 1944 roku został zmuszony do odwrotu z terytorium Związku Radzieckiego, i przez Finlandie wycofał się do Norwegii.

## Dowódcy korpusu
- gen. wojsk górskich Eduard Dietl od 15 czerwca 1940
- gen. wojsk górskich Ferdinand Schörner od 15 stycznia 1942
- gen. wojsk górskich Georg Ritter von Hengl od maja 1943
- gen. wojsk górskich Ferdinand Jodl od 21 kwietnia 1944[2]

## Struktura organizacyjna
Skład 22 czerwca 1941 roku:
- 2 Dywizja Górska
- 3 Dywizja Górska

Skład 16 września 1944 roku:
- 2 Dywizja Górska
- 6 Dywizja Górska
- 210 Dywizja Piechoty
- Grupa Bojowa „Rossi”